# Spießbekassine

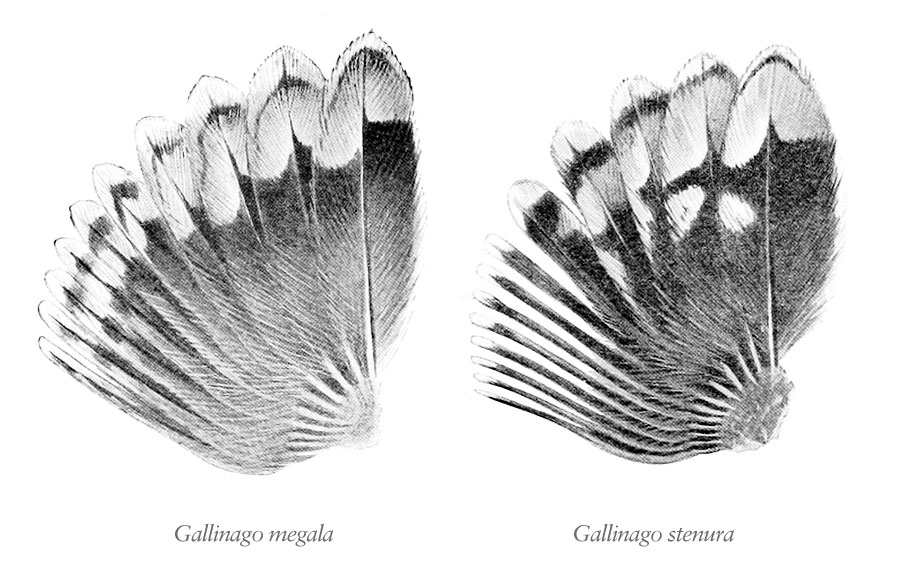
Das einzig sichere Unterscheidungsmerkmal von der Waldbekassine (links) sind die äußeren Steuerfedern, die bei der Spießbekassine (rechts) stiftartig schmal sind und 20 mm von der Spitze entfernt höchstens 2 mm breit sind.

Die Spießbekassine (Gallinago stenura), auch Stiftbekassine genannt, ist eine sibirische Art aus der Familie der Schnepfenvögel. Es werden keine Unterarten unterschieden.

## Beschreibung
Die Spießbekassine erreicht eine Körperlänge von 25 bis 27 Zentimeter. In der Größe entspricht sie damit der auch in Europa verbreiteten Bekassine, hat allerdings, verglichen mit dieser, einen etwas kürzeren Schnabel mit einer schmaleren Spitze. Die Flügelspannweite der Spießbekassine beträgt 44 bis 48 Zentimeter. Das Gewicht variiert zwischen 85 und 125 Gramm. Die Körperunterseite ist dunkler und der Schwanz kürzer.
Die Körperoberseite der Spießbekassine ist braun mit einer feinen, wellenförmigen Zeichnung und blass rahmfarbenen Längsstreifen. Die Flügeldecken sind düsterbraun mit beigen Spitzenflecken. Die meisten Individuen haben 26 Steuerfedern, davon sind die äußeren acht Paare stift- oder spießförmig mit einer Breite von nur ein bis zwei Millimeter.
Aufgescheuchte Vögel rufen leise und abrupt rätsch oder rau squik oder squok. Während des zum Balzrepertoire gehörenden Sturzflugs rufen die Männchen kurz und metallisch tscheka tscheka tscheka.

## Verbreitung und Bestand
Die Spießbekassine ist eine überwiegend asiatische Art, die in Sibirien östlich des Kolyma-Deltas brütet und bis zum Lena-Delta vorkommt. In südlicher Verbreitungsrichtung kommt sie noch im Norden der Mongolei vor. In westlicher Richtung erreicht sie den äußersten Nordosten Europas und brütet westlich des Petschora in der Waldzone. Die Überwinterungsgebiete umfassen den indischen Halbkontinent und Südostasien vom Süden Chinas und von den Philippinen bis nach Sumatra und Java. Eine kleine Anzahl der Spießbekassinen überwintert auch auf der Arabischen Halbinsel und im Nordosten Afrikas. Wetlands International unterteilt die Gesamtpopulationen in zwei Gruppen. Die westliche Gruppe brütet vom Nordosten Europas bis nach Zentralsibirien und überwintert in Südasien und in geringerer Zahl auf der Arabischen Halbinsel und im Nordosten Afrikas. Die zweite Gruppe, die von Zentralsibirien bis zum Ochotskischen Meer brütet, überwintert überwiegend in Südostasien. Bestandszahlen sind wie für alle Schnepfenvögel nur sehr schwer zu ermitteln. Die westliche Populationsgruppe wird von Wetlands International auf 25.000 bis 1.000.000 Individuen geschätzt. Davon kommen etwa 1.510 bis 6.600 Brutpaare im Nordosten Europas vor. In den Überwinterungsgebieten im Süden Asiens sind Spießbekassinen sehr häufig, die Bestandstrends sind jedoch nicht hinreichend untersucht.

## Lebensraum
Der Lebensraum der Spießbekassine sind die bewaldeten Regionen Sibiriens. Die Art brütet in grasigen Sümpfen, feuchten Wiesen in Flussniederungen sowie Torfmooren und in der mit Zwergbirkensträuchern bestandenen Bergtundra. Von der Bekassine unterscheidet sich die Spießbekassine durch die Bevorzugung trockenerer Lebensräume. In den Überwinterungsquartieren und auf dem Zug hält sich die Spießbekassine an sumpfigen Tümpeln und in Reisfeldern auf, bevorzugt aber auch während dieser Zeit weniger feuchte Lebensräume als die Bekassine.

## Lebensweise
Die Nahrung der Spießbekassine besteht überwiegend aus Wirbellosen. Dabei spielen Insekten und deren Larven, Weichtiere und Regenwürmer eine besondere Rolle. Daneben frisst sie auch Sämereien und andere pflanzliche Kost. Sie pickt ihre Nahrung hauptsächlich von der Bodenoberfläche, findet sie aber auch stochernd, wobei sie mit der empfindlichen und biegsamen Schnabelspitze Beutetiere im weichen Schlick ortet und ergreift.
Die Männchen zeigen unmittelbar nach der Ankunft in den Brutgebieten eine Gemeinschaftsbalz, an der bis zu 15 Männchen beteiligt sein können. Das Nest befindet sich auf dem Erdboden und wird gewöhnlich in dichter Vegetation errichtet. Die flache Nestmulde wird dabei mit Gräsern ausgepolstert. Das Gelege besteht meistens aus vier Eiern. Diese werden zwanzig Tage lang bebrütet.

## Belege

### Einzelbelege
1. ↑   Sale, S. 207

- Peter Colston, Philip Burton: Limicolen – Alle europäischen Watvogel-Arten, Bestimmungsmerkmale, Flugbilder, Biologie, Verbreitung. BlV Verlagsgesellschaft, München 1989, ISBN 3-405-13647-4.

1. 1 2 3  S. 166.
2. ↑  S. 167.

- Simon Delany, Derek Scott, Tim Dodman, David Stroud (Hrsg.): An Atlas of Wader Populations in Africa and Western Eurasia. Wetlands International, Wageningen 2009, ISBN 978-90-5882-047-1.

1. ↑  S. 263.
2. 1 2  S. 265.

## Weblink
- Gallinago stenura in der Roten Liste gefährdeter Arten der IUCN 2013.1. Eingestellt von: BirdLife International, 2012. Abgerufen am 23. September 2013.